# Apayao
Apayao é um província de  classe de renda da terceira província (d) na região A Cordilheira, nas Filipinas. De acordo com o censo de 1 de maio  de  2020 possui uma população de 124 366 pessoas e 25 418 domicílios. 
Sua capital é Kabugao.
Apayao é a província menos densamente povoada do país.

## Subdivisões
Municípios
- Calanasan
- Conner
- Flora
- Kabugao
- Luna
- Pudtol
- Santa Marcela